# Concattedrale di Santa Maria Assunta (Calvi Risorta)
La concattedrale di Santa Maria Assunta è il principale luogo di culto della città di Calvi Risorta, in Campania, concattedrale della diocesi di Teano-Calvi e monumento nazionale italiano.

## Storia
La cattedrale di Calvi è stata costruita alla fine del IX secolo. Attraverso i secoli l'edificio ha subito vari rifacimenti per iniziativa dei vescovi che si sono succeduti alla guida della diocesi di Calvi. 
Tra di essi Giuseppe Maria Capece Zurlo fece realizzare le due scale di marmo che portano alla cripta e all'altare, anch'esso di marmo, dove riposano le reliquie del primo vescovo della diocesi di Calvi, San Casto. Sempre mons. Capece nel 1778 fece pavimentare l'intera cattedrale con variopinte maioliche e, un anno dopo, rinnovò l'antica sacrestia facendovi dipingere dal pittore Angelo Mozzillo, insieme a motivi floreali di stile pompeiano, le effigie di tutti i vescovi di Calvi.
Verso la fine della prima metà del secolo XVIII, all'originario stile romanico si sovrappose quello barocco. Le colonne vennero sostituite da robusti pilastri, il soffitto orizzontale fu modificato con volte a botte e vela inquadranti le finestre aperte nella parte superiore dei muri della navata centrale, il presbiterio fu delimitato da una transenna barocca di marmi intarsiati. La parte meglio conservata dell'antico complesso monumentale è costituita dai tre absidi semicircolari sporgenti dal muro perimetrale con una serie di archetti a tutto sesto sotto una cornice a dentelli. L'abside centrale, più alta, presenta due semicolonne in tutta la sua altezza e due monofore a tutto sesto. Un residuo di colonna romana con capitello ionico forma il battistero. Sotto il presbiterio si trova la cripta, sorretta da 21 colonne di granito cipollino, lisce o scanalate, con capitelli, ognuno diverso dall'altro, provenienti dall'antica Cales.